# Ryutaro Matsumoto
Ryutaro Matsumoto –en japonés: 松本 隆太郎, Matsumoto Ryutaro– (Chiyoda, 16 de enero de 1986) es un deportista japonés que compite en lucha grecorromana.
Participó en los Juegos Olímpicos de Londres 2012, obteniendo una medalla de bronce en la categoría de 60 kg. Ha ganado una medalla de plata en el Campeonato Mundial de Lucha de 2010 y dos medallas en los Juegos Asiáticos, plata en 2014 y bronce en 2010.

## Palmarés internacional
| Juegos Olímpicos   | Juegos Olímpicos        | Juegos Olímpicos  | Juegos Olímpicos |
| Año                | Lugar                   | Medalla           | Categoría        |
| ------------------ | ----------------------- | ----------------- | ---------------- |
| 2012               | Londres (Reino Unido)   | Medalla de bronce | 60 kg            |
| Campeonato Mundial |                         |                   |                  |
| Año                | Lugar                   | Medalla           | Categoría        |
| 2010               | Moscú (Rusia)           | Medalla de plata  | 60 kg            |
| Juegos Asiáticos   |                         |                   |                  |
| Año                | Lugar                   | Medalla           | Categoría        |
| 2010               | Cantón (China)          | Medalla de bronce | 60 kg            |
| 2014               | Incheon (Corea del Sur) | Medalla de plata  | 66 kg            |